# 春山悠太
春山 悠太（はるやま ゆうた、1990年6月1日 - ）は、日本のラグビーユニオン選手。

## プロフィール
- 大阪府出身。
- ポジションはセンター(CTB)。
- 身長 178cm、体重 85kg
- U20日本代表に選ばれたことがある[1]。

## 略歴
大阪市立大池中学校入学後にラグビーを始めた。
2009年、天理高校卒業後、関西学院大学に入る。なお天理高校時代、高校日本代表候補に選ばれたことがある。
2013年、関西学院大学卒業後、トヨタ自動車ヴェルブリッツに加入。
2016年1月23日に行われたジャパンラグビートップリーグ順位決定トーナメント第3節のキヤノンイーグルス戦に途中出場で公式戦初出場を果たす。 
2020年、トヨタ自動車ヴェルブリッツを退団した。